# Ichthys

Símbol cristià

Ichthys o Ichthus és el nom d'un símbol en forma de peix usat al cristianisme primitiu com a mètode d'identificació entre els creients.
Prové del grec ΙΧΘΥΣ (peix), ja que l'acròstic d'aquesta paraula significa "Jesús fill de Déu Salvador". També aprofita un dels miracles més coneguts de Jesús, la multiplicació dels pans i dels peixos. El símbol, usat sobretot a la Roma dels primers segles, ha passat a formar part de la cultura popular, amb paròdies i versions modernes en forma de joia.
Els cristians, quan eren perseguits, se saludaven secretament dibuixant l'Ichtus a la mà del company. Si es tenien dubtes, es podia dibuixar un arc, mig peix, i l'altre, si coneixia el símbol i estava iniciat, completava el dibuix donant a entendre que compartien una mateixa fe. El símbol apareix pintat a les catacumbes.
La metàfora usada per Jesús per designar els apòstols com pescadors d'homes present a Lc 5, 10 (els primers eren pescadors reals de professió) va reforçar el símbol. Altres ocurrències del peix i el medi en què es mou que abunden en la línia són la comparació amb la història del Llibre de Jonàs (la balena és al·legoria de la resurrecció), l'aigua del baptisme on neden els peixos-creients o que sosté la barca que simbolitza l'església.
Ι= Jesús (Ἰησοῦς)
Χ= Crist (Χριστὸς)
Θ= Déu (Θεοῦ)
Υ= Fill de Déu (Υἱὸς)
Σ= Salvador (Σωτήρ)